# پلی‌سوربات ۸۰
پلی سوربات ۸۰ (به انگلیسی: Polysorbate 80) با فرمول شیمیایی C64H124O26 یک ترکیب شیمیایی با شناسه پاب‌کم 14773 است. که جرم مولی آن ۱۳۱۰ گرم بر مول می‌باشد. 